# Хистерезис
Хистере́зис (на гръцки: ὑστέρησις – изоставащ) е свойство, което се проявява при една физическа, биологическа или друга система. Характерно за хистерезиса е, че параметрите на системата зависят не само от параметрите, които я описват, но моментното ѝ състояние и поведение се определя и от предисторията на процеса и от едни предишни трансформации на тази система като цяло.  Уравнение на състоянието на дадена система, което отразява евентуалната връзка между характеристичните параметри (или променливи), не може да се използва при явлението хистерезис. Описването на този процес е значително по-сложен. За хистерезиса е характерно явлението насищане и затворената крива отразява хистерезисния цикъл за дадената система.
Пример за хистерезис е свойството на една функция f(x) да има различно поведение при повишаване на променливата х и след това намаляване на стойността на х. Това се вижда например при физични опити: когато се повишава нивото на външното магнитно поле Н, вътрешното намагнитване В се изменя по една крива, а при обратното намаляване на Н, В се изменя по друга крива, като достигайки Н=0 все още съществува остатъчно намагнитване Br. Т.е., магнитният хистерезис характеризира степента на необратимост на процеса на намагнитване и размагнитване.
В случая колкото е по-тесен хистерезисния цикъл за един феритен материал, толкова по-ниски са загубите от разсеяна магнитна енергия и този т. нар. магнитно мек материал се използва в апаратите за променлив ток. Колкото кривата на хистерезисния цикъл е по-широк и остатъчната магнитна индукция Br е с по-големи стойности, то тези материали са магнитно твърди, тъй като трудно се размагнитват и се използват за постоянни магнити.
Често хистерезисът при магнитните материали бива бъркан с ефектът на вихровите токове в тях, но на практика това са две напълно независими явления.
За хистерезиса е характерно явлението насищане и затворената крива отразява хистерезисния цикъл за дадената система.
Хистерезисът се проявява при почти всички процеси, свързани с изменението на вътрешната енергия и структура на дадена система.
Най-голям интерес представляват изследванията в областта на физиката, свързани с магнитния хистерезис и феромагнетизма, сегнетоелектрическия хистерезис при сегнетоелектриците, теорията за съпротивление на материалите.
Хистерезисът като явление – свойство на една система, се изследва и в биологията (свързано със структурата и поведението на организмите), социологията, философията.